# Эндер, Отто
Отто Эндер (нем. Otto Ender; 24 декабря 1875 года, Альтах — 25 июня 1960 года, Брегенц) — австрийский государственный и политический деятель, канцлер Австрии в 1930—1931 годах.

## Биография
Окончил гимназию иезуитов Стелла Матутина, после чего учился в университетах Вены, Праги, Фрейбурга и Инсбрука. Получив высшее образование и звание доцента Инсбрукского университета в 1901 году, работал адвокатом в Брегенце. Был членом католического немецкого студенческого союза Cartellverband der katholischen deutschen Studentenverbindungen. С 1916 служил в военном ведомстве по обеспечению зерновыми. В 1918 стал губернатором земли Форарльберг. Первоначально выступал за вхождение Форарльберга в состав Швейцарии, затем — после того, как этот план не увенчался успехом — выступал за введение в Австрии федеративной республики с широкими полномочиями на местах. В 1920—1934 — член австрийского бундесрата и международной комиссии по Рейнскому урегулированию (в 1919—1934). Принадлежал к партии христианских социалистов.
Несмотря на запрет в Австрии политической цензуры, Энгер в 1926 году воспрепятствовал демонстрации фильма Броненосец Потёмкин в Форарльберге. В 1930—1931 — канцлер Австрии. С 14 июля 1931 и по 24 июля 1934 — вновь руководитель земли Форарльберг. В 1934—1938 — председатель австрийской счётной палаты (Rechnungshof).
После прихода в Австрии к власти национал-социалистов О. Энгеру было запрещено жить в Форарльберге (Gauverbot), и он до 1945 года находился в Вене. После окончания Второй мировой войны ему был вновь предложен пост канцлера Австрии, однако он от него отказался. В 1947 году стал президентом австрийского Рейнского судоходного союза.